# 急性支氣管炎
急性支气管炎是指通常是由病毒或细菌感染引起，於肺部支氣管（中至大的大小之呼吸道）中發生的炎症，可持续数天至数周。

#### 徵狀
急性支氣管炎最常見的症狀是剧烈咳嗽，其他症狀包括咳出痰液、喘鳴、呼吸急促、發燒及胸痛。感染將持續幾天到十天。症状缓解后，咳嗽仍将持續一段時間。所有症狀的總時程可達三週，有時候可能達六週。

#### 發生原因
逾九成急性支氣管炎是病毒經飛沫或直接接觸傳播引起的。風險因素包括吸煙、塵埃和空氣污染。一小部份病症是由大量空氣污染物或細菌，包括肺炎黴漿菌和百日咳桿菌引起。一般而言，找出病原體作用不大，但需要時會以病徵和症狀作診斷。然而，痰液的顏色並不是判斷病因是由病毒或細菌感染引起的依據。跟急性支氣管炎有相似症狀的病症有哮喘、肺炎、細支氣管炎、支氣管擴張和慢性阻塞性肺病。若有需要，胸腔X光造影可用於檢測肺炎。

#### 預防及治療方式
預防方式包括避免吸煙和其他肺部刺激物。經常洗手可能同樣具有保護效果。典型的治療方式包括休息、以及使用普拿疼(acetaminophen)和非類固醇抗發炎藥物來舒緩發燒。有少量證據支持以咳嗽藥物作治療，但如病患為小於六歲的兒童則不建議使用。現在有證據傾向於顯示舒喘寧(salbutamol) 可能對有喘鳴的病患有幫助，但也可能導致神經緊張。抗生素一般來說不應該被使用 ，但百日咳引起的急性支氣管炎除外。同時，現有證據傾向顯示蜂蜜和天竺葵可能有助於緩解症狀。
急性支氣管炎是最常見的病症之一。 分別約5%成人和約6%兒童每年最少一次出現症狀，特別是冬季。在美國，每年超過1000萬人因急性支氣管炎求診，70%患者在不必要的情況下給予抗生素治療。現在有人努力減少抗生素於急性支氣管炎的使用。